# Gebührenordnung für Psychologische Psychotherapeuten und Kinder- und Jugendlichenpsychotherapeuten
Die Gebührenordnung für Psychologische Psychotherapeuten und Kinder- und Jugendlichenpsychotherapeuten (GOP) ist eine Rechtsverordnung des Bundesministeriums für Gesundheit aus dem Jahr 2000. Sie regelt die Honorare der psychologischen Psychotherapeuten und Kinder- und Jugendlichenpsychotherapeuten in Deutschland bei Privatbehandlung.
Rechtsgrundlage ist § 9 des Psychotherapeutengesetzes vom 16. Juni 1998, der das Gesundheitsministerium ermächtigt, durch Rechtsverordnung mit Zustimmung des Bundesrates die entsprechenden Entgelte zu regeln. Das ist mit Wirkung zum 9. Juni 2000 in der GOP geschehen. Sie ist keine eigenständige Gebührenordnung, sondern ermöglicht kraft Verweisung in § 1 den psychologischen Psychotherapeuten und Kinder- und Jugendlichenpsychotherapeuten die Abrechnung gemäß der Gebührenordnung für Ärzte (GOÄ). Nur Leistungen, die dem fachlichen Standard entsprechen, dürfen entsprechend der GOÄ abgerechnet werden (§ 1 Abs. 2 GOP). Bei der Behandlung von gesetzlich krankenversicherten Patienten (Kassenpatienten) können Psychotherapeuten an der vertragsärztlichen Versorgung teilnehmen (§ 95 SGB V) und die dafür anfallende gesetzliche Vergütung über die Kassenärztliche Vereinigung abrechnen.

## Psychotherapie
Psychotherapie im Sinne des Psychotherapeutengesetzes (PsychThG) darf nur von approbierten Ärzten, Psychologischen Psychotherapeuten und Kinder- und Jugendlichenpsychotherapeuten ausgeübt werden. Unter der „Ausübung von Psychotherapie“ versteht das PsychThG „jede mittels wissenschaftlich anerkannter psychotherapeutischer Verfahren vorgenommene Tätigkeit zur Feststellung, Heilung oder Linderung von Störungen mit Krankheitswert, bei denen Psychotherapie indiziert ist“. Dazu gehören nicht psychologische Tätigkeiten, die „die Aufarbeitung und Überwindung sozialer Konflikte oder sonstige Zwecke außerhalb der Heilkunde zum Gegenstand haben“ (§ 1 Abs. 3 Satz 3 PsychThG - nichtheilkundliche Psychologie). Psychotherapie durch Heilpraktiker fällt nicht unter die Regelungen des PsychThG.

## Inhalt der Gebührenordnung
Die GOP besteht aus einem einzigen Paragraphen (§ 1), der für die Vergütung auf die Vorschriften der GOÄ verweist (§ 2 wurde aufgehoben, § 3 bestimmte das Inkrafttreten). Die unmittelbare Anwendung der GOÄ ist auf die beruflichen Leistungen der Ärzte beschränkt. Für Leistungen, die von Psychologischen Psychotherapeuten erbracht werden, gilt die GOÄ daher in den relevanten Bereichen entsprechend. Diese sind in der Gebührenordnung für Psychotherapeuten (GOP) enthalten.
Gemäß § 1 Abs. 2 GOP sind nur Leistungen berechnungsfähig, die in Abschnitt B und G des Gebührenverzeichnisses für ärztliche Leistungen (Anlage 1 zur GOÄ) aufgeführt sind. Abschnitt B („Grundleistungen und allgemeine Leistungen“) enthält Beratungen, Zuschläge, Konsiliartätigkeiten (beispielsweise Besprechungen mit Hausarzt oder Psychiater) und Berichte. Abschnitt G („Neurologie, Psychiatrie und Psychotherapie“) enthält neben Testverfahren vor allem die psychotherapeutischen Leistungen: tiefenpsychologisch fundierte Psychotherapie, analytische Psychotherapie und Verhaltenstherapie in Einzel- und Gruppenbehandlung.

## Geschichte
Historische Vorläufer der GOÄ und der GOP sind die Preußische Gebührenordnung (Preugo) von 1924 und die Allgemeine Deutsche Gebührenordnung für Ärzte (Adgo) von 1928.
Während die erste Fassung der Preugo von 1896 noch keine psychotherapeutischen Leistungen enthielt, gab es in der Neufassung von 1924 unter Abschnitt II B („besondere ärztliche Verrichtungen“) im Unterabschnitt A („allgemeine Verrichtungen“) die Ziffer 22 f „psychotherapeutische Sitzungen (Hypnose, Psychoanalyse, psychotherapeutische Übungen)“ (5 bis 50 Reichsmark). Dieser Neuerung folgte 1928 auch die privatrechtliche Adgo, die in ihrem Teil D „Gebühren für Sonderleistungen“ eigens einen Abschnitt II „Nervenleiden“ aufwies und darin die Ziffer 333 analog zur Preugo: „psychotherapeutische Sitzungen (Hypnose, Psychoanalyse, psychotherapeutische Übungen)“ (6 bis 60 Reichsmark).